# Joan Bouchard
Yoann Bouchard (*La Charité-sur-Loire, Francia, 1 de diciembre de 1976), futbolista francés. Juega de portero y su primer equipo fue AJ Auxerre.

## Clubes
| Club             | País               | Año       |
| ---------------- | ------------------ | --------- |
| AJ Auxerre       | Bandera de Francia | 1996-1999 |
| Grenoble Foot 38 | Bandera de Francia | 1999-2000 |
| Olympique Nîmes  | Bandera de Francia | 2000-2002 |
| AS Cannes        | Bandera de Francia | 2002-2003 |
| Clermont Foot    | Bandera de Francia | 2003-2005 |
| Racing de Ferrol | Bandera de España  | 2005-2006 |
| Elche CF         | Bandera de España  | 2006-     |

- Datos: Q3572358